# دانیله گرگوری
دانیله گرگوری (انگلیسی: Daniele Gregori؛ زادهٔ ۱۸ فوریهٔ ۱۹۷۷) بازیکن فوتبال اهل ایتالیا است.
از باشگاه‌هایی که در آن بازی کرده‌است می‌توان به باشگاه فوتبال سالرنیتانا، باشگاه فوتبال ونتزیا، باشگاه فوتبال دلفینو پسکارا، باشگاه فوتبال بنونتو، باشگاه فوتبال جنوآ، و باشگاه فوتبال کومو اشاره کرد.